# Paraloboderus
Paraloboderus is een geslacht van kevers uit de familie  
kniptorren (Elateridae).
Het geslacht is voor het eerst wetenschappelijk beschreven in 1990 door Golbach.

## Soorten
Het geslacht omvat de volgende soort:
- Paraloboderus glaber Golbach, 1990